# MZK
Maurício Zuffo Kuhlmann (nascido em 1968), mais conhecido como MZK, é um quadrinista e ilustrador brasileiro. Começou sua carreira em 1989, produzindo fanzines. Já faz ilustrações para diversas revistas, como Animal e Antiusual, além de ilustrações e design para capas de discos. Nos anos 1990, participou de uma banda de surf music chamada Los Sea Dux. MZK ganhou o Troféu HQ Mix em 1993 na categoria "desenhista revelação".